# Balpyk Bī
Balpyk Bī är en ort i Kazakstan.   Den ligger i oblystet Almaty. Balpyk Bī ligger 584 meter över havet.